# ناتسومه
شرکت ناتسومه (به انگلیسی: Natsume Company Ltd) و (به ژاپنی: ナツメ株式会社 Natsume Kabushiki kaisha) یک شرکت ژاپنی طراحی و تولید بازی‌های رایانه‌ای است که به شکل سهامی خاص اداره می‌شود. این شرکت، در ۲۰ اکتبر سال ۱۹۸۷ تأسیس شد و تا کنون به فعالیت خود، در زمینه تولید بازی‌های رایانه‌ای ادامه داده است. مقر مرکزی این شرکت ژاپنی در شینجوکو، توکیو است اما دارای یک شعبه مرکزی در بورلین‌گیم، کالیفرنیا ایالات متحده آمریکا نیز هست.
این شرکت، محصولاتی چون داستان فصل‌ها، لافیا، Pocky and Rocky ،Rune Factory را روانه بازار کرده‌است که در این میان، بازی برداشت محصول از طرفداران فراوانی برخوردار است.